# Pere Adrover Font
Pere Adrover Font el Iaio (Palma, Mallorca, 1911 – Camp de la Bota, 14 de març de 1952) fou un militant anarcosindicalista i guerriller maquis antifranquista mallorquí.
Establert de jovenet a Barcelona, treballà com a vidrier i a començaments de 1936 era secretari de la Federació Ibèrica de Joventuts Llibertàries al Masnou. Quan es produí el cop d'estat del 18 de juliol de 1936 s'enrolà a la columna los Aguiluchos de la FAI.
En acabar la Guerra civil espanyola passà a França. Quan les tropes del Tercer Reich ocuparen França, fou requerit pels alemanys per treballar per en l'organització Todt. Col·laborà amb la Resistència francesa i fou detingut pels nazis, que l'enviaren al camp de concentració de Mauthausen.
Quan tornà del camp es va integrar en el Moviment Llibertari de Resistència, i des del 1947 participà en diverses accions armades a l'interior de Catalunya i es relacionà amb el grup los maños de Wenceslao Jiménez Orive. Una de les més sonades fou l'execució del confident Eliseu Melis Díaz el 12 de juliol de 1947, i entre 1947 i 1949 participà en diverses accions juntament amb Josep Lluís i Facerias i Celedonio García.
El 17 de juliol de 1947 atracà el Banc de Bilbao del carrer Mallorca de Barcelona, i se n'emportà 172.000 pessetes. El 15 de maig de 1949 va posar una bomba al consolat de Bolívia amb Facerias, sense víctimes. I el 3 de juny de 1949 posa una bomba a la catedral de Barcelona, poques hores abans d'arribar el dictador Francisco Franco, que era el veritable objectiu.
Després de diverses accions agosarades, fou capturat en una emboscada el 5 de novembre de 1949 amb Domènec Ibars Joanies, José Pérez Pedrero i Arquímedes Serrano Ovejas, que va ser assassinat enmig del carrer. El 6 de febrer de 1952 va ser jutjat en un consell de guerra a Barcelona amb 30 companys més i condemnat a mort.
Va ser afusellat el 14 de març de 1952 al camp de la Bota juntament amb Jordi Pons Argilés, José Pérez Pedrero Tragapanes, Ginés Urrea Piña i Santiago Amir Gruañas El Sheriff.